# Monhoplichthys prosemion
Monhoplichthys prosemion är en fiskart som beskrevs av Fowler, 1938. Monhoplichthys prosemion ingår i släktet Monhoplichthys och familjen Hoplichthyidae. Inga underarter finns listade i Catalogue of Life.